# Calophasia lintea
Calophasia lintea là một loài bướm đêm trong họ Noctuidae.